# Liotryphon rufithorax
Liotryphon rufithorax là một loài tò vò trong họ Ichneumonidae.